# Edifício Oceania
Edifício Oceania é um prédio localizado no município de Salvador, capital do estado brasileiro da Bahia, fundado no ano de 1943. É considerado um dos principais edifícios da capital baiana e no ano de 2008 passou por um processo de tombamento realizado pelo Instituto do Patrimônio Artístico e Cultural da Bahia (IPAC).
Entre moradores e ex-moradores ilustres do prédio estão personalidades como Flora e Gilberto Gil e o casal de atores Vladimir Brichta e Adriana Esteves. Os atores Lázaro Ramos e Wagner Moura também possuem apartamentos no prédio. Além disso, diversas personalidades já visitaram a propriedade como Bono Vox, líder da banda irlandesa U2 e o produtor musical estadunidense Quincy Jones. O rei do futebol, Pelé, já foi presença frequente no prédio no apartamento de seu amigo Alfredo Saad, onde costumava passar algumas temporadas.

## História
A obra para a construção do Edifício Oceania começou na na década de 1930, porém, a obra seria concluída apenas no ano de 1943, devido a falta de materiais de construção gerados pela Segunda Guerra Mundial, que atrapalhava questões de logísticas. O empreendimento contou com a participação da União comprando cotas dos apartamentos.
Localizado no bairro da Barra, bairro à beira-mar em Salvador com vista para o Farol da Barra, o prédio possui elementos na sua construção de diversos movimentos arquitetônicos europeus como a Art déco, Cubismo e o Modernismo. O estilo do prédio é muito parecido com a projeção urbanística do bairro carioca de Copacabana. o prédio conta com 12 andares, oito pavimentos, cinco elevadores e quarenta e oito apartamentos contando com três e quatro quartos, todos com vista para o mar.
O prédio já chegou a abrigar diversos empreendimentos como cassinos, sauna, boate, sorveteria, teatro e galeria de arte.

## Tombamento
No ano de 2008, o Instituto do Patrimônio Artístico e Cultural da Bahia (IPAC) tombou o prédio alegando ser um patrimônio histórico de Salvador e para barrar mudanças na fachada do prédio e assim garantir a manutenção histórica do prédio. O processo de tombamento dividiu os moradores do prédio, sendo comemorado por Flora Gil, esposa do músico e então Ministro da Cultura Gilberto Gil no governo Lula (PT), que comemorou a iniciativa do órgão.
Como apurou o jornal baiano A Tarde, outros moradores do prédio não viram com vantagens o tombamento, não vendo 'diferença' com o tombamento e criticando a falta de apoio financeiro do órgão para preservação.
No ano de 2015, o IPAC autorizou uma reforma no prédio que garantisse a manutenção dos principais traços característicos do edifício, autorizando alterar janelas, grades, antenas e outros materiais do prédio que foram degradados por ação do tempo. Segundo João Carlos de Oliveira, diretor geral do IPAC, "o processo de reformas de prédio tombados devem ser atentamente respaldados por órgãos de manutenção histórica".